# Phylloscartes
Phylloscartes – rodzaj ptaków z podrodziny muchotyraników (Pipromorphinae) w rodzinie muchotyranikowatych (Pipromorphidae).

## Zasięg występowania
Rodzaj obejmuje gatunki występujące w Ameryce Centralnej i Południowej.

## Morfologia
Długość ciała 9,5–13 cm; masa ciała 6,8–11,1 g.

## Systematyka

### Etymologia
- Phylloscartes: gr. φυλλον phullon „liść”; σκαιρω skairō „podrygiwać, tańczyć”[7].
- Leptotriccus: gr. λεπτος leptos „delikatny, smukły”; τρικκος trikkos „niezidentyfikowany mały ptak”; w ornitologii triccus oznacza tyrankę[8]. Gatunek typowy: Leptotriccus sylviolus Cabanis & F. Heine Sr., 1860.
- Phyllooecia: gr. φυλλον phullon „liść”; οικος oikos „dom”[9]. Gatunek typowy: Phylloœcia chloroleuca W. Bertoni, 1901 (= Leptotriccus sylviolus Cabanis & F. Heine Sr., 1860).

### Podział systematyczny
Do rodzaju należą następujące gatunki:
- Phylloscartes oustaleti (P.L. Sclater, 1887) – tyrańczyk złotooki
- Phylloscartes flavovirens (Lawrence, 1862) – tyrańczyk panamski
- Phylloscartes virescens Todd, 1925 – tyrańczyk gujański
- Phylloscartes ventralis (Temminck, 1824) – tyrańczyk skromny
- Phylloscartes beckeri Gonzaga & Pacheco, 1995 – tyrańczyk brazylijski
- Phylloscartes kronei Willis & Oniki, 1992 – tyrańczyk żółtolicy
- Phylloscartes ceciliae Teixeira, 1987 – tyrańczyk maskowy
- Phylloscartes sylviolus (Cabanis & F. Heine Sr., 1860) – tyrańczyk rudooki
- Phylloscartes roquettei E. Snethlage, 1928 – tyrańczyk rdzawoczelny
- Phylloscartes superciliaris (P.L. Sclater & Salvin, 1868) – tyrańczyk rdzawobrewy
- Phylloscartes nigrifrons (Salvin & Godman, 1884) – tyrańczyk czarnoczelny
- Phylloscartes gualaquizae (P.L. Sclater, 1887) – tyrańczyk ekwadorski
- Phylloscartes flaviventris (E. Hartert, 1897) – tyrańczyk żółtobrzuchy
- Phylloscartes parkeri Fitzpatrick & Stotz, 1997 – tyrańczyk skryty